# Kōichi
Kōichi (jap. こういち, コウイチ) – popularne męskie imię japońskie.

## Możliwa pisownia
Kōichi można zapisać, używając wielu różnych znaków kanji i może znaczyć m.in.:
- 晃一, „przejrzysty, jeden”
- 幸一, „szczęście, jeden”
- 光一, „światło, jeden”[1]
- 孝一, „synowskie oddanie, jeden”
- 弘一, „rozległy, jeden”
- 浩一, „obfitość, jeden”
- 宏一, „szeroki, jeden”
- 耕一, „pielęgnować, jeden”

## Znane osoby
- Kōichi Chigira (孝一), japoński reżyser anime
- Kōichi Dōmoto (光一), japoński piosenkarz i artysta
- Koichi Fukuda, pochodzący z Japonii muzyk
- Kōichi Ishii (浩一), japoński projektant gier wideo
- Koichi Kashiwaya, aikidoka (8. dan) i instruktor
- Kōichi Kido (幸一), japoński polityk
- Kōichi Kitamura (弘一), japoński seiyū
- Kōichi Kobayashi (光一), japoński gracz Go
- Kōichi Mashimo (耕一), japoński reżyser anime
- Koichi Miyake, japoński lekarz psychiatra i neuropatolog
- Kōichi Morishita (広一), japoński maratończyk, wicemistrz olimpijski
- Kōichi Nakano (浩一) – japoński kolarz torowy
- Kōichi Tanaka (耕一), japoński chemik, laureat Nagrody Nobla w dziedzinie chemii w 2002
- Kōichi Tokita (洸一), japoński mangaka
- Kōichi Tōchika (孝一), japoński seiyū
- Kōichi Wajima (功一), japoński bokser zawodowy
- Kōichi Wakata (光一), japoński astronauta i uczestnik dwóch misji wahadłowców NASA
- Kōichi Yamadera (宏一), japoński seiyū

## Fikcyjne postacie
- Kōichi Kimura (輝一), bohater serii Digimon Frontier
- Kōichi Tanemura (孝一), bohater mangi i anime Hanasaku Iroha
- Kōichi Zenigata (幸一), bohater serii Lupin III